# Epithema madulidii
Epithema madulidii är en tvåhjärtbladig växtart som beskrevs av Olive Mary Hilliard och Brian Laurence Burtt. Epithema madulidii ingår i släktet Epithema och familjen Gesneriaceae. Inga underarter finns listade i Catalogue of Life.